# Uaboe
Uaboe (eingedeutscht Waboe) ist ein Distrikt des Inselstaats Nauru, im Nordwesten der Insel. Er ist etwa 0,8 km² groß und hat 341 Einwohner. Im Westen grenzt er an Nibok, im Südosten an Anibare und im Osten an Baiti. Uaboe ist ein Teil des Wahlkreises Ubenide. In Uaboe befindet sich das staatliche Immobilienbüro der Regierung.

## Persönlichkeiten
- Timothy Detudamo (?–1953), Politiker und zweimaliger Oberhäuptling von Nauru